# Lidové divadlo (spolek)
Lidové divadlo byla protifašistická návštěvnická organizace, ustavená v roce 1937 při Klubu českých a německých divadelních pracovníků, v roce 1947 pak přejmenovaná na Umění lidu.

## Klub českých a německých divadelních pracovníků
Bylo sdružení jevištních umělců obou národností, které bylo založeno v Praze dne 24. června 1935. První veřejná schůze se konala 21. prosince 1935. Předsedou Klubu byli herec a režisér ND Václav Vydra a Fritz Valk, člen Německého divadla v Praze. Místopředsedou Klubu byl režisér ND Karel Dostal, jednateli pak režisér Městských divadel pražských František Salzer (za české pracovníky) a Walter Taub, herec a režisér Německého divadla v Praze, za německé pracovníky. Představitele Klubu přijal ještě před oficiálním založením Klubu prezident dr. Edvard Beneš dne 15. května 1935.
Klub měl pobočky v Moravské Ostravě (od října 1936) a v Brně (od března 1938). Klub organizoval představení na upevnění protifašistické akční jednoty českých a německých divadelníků.
Při Klubu byly utvořeny dvě návštěvnické organizace:
- Lidové divadlo
- Deutsche Volksbühne (Deutsches Volkstheater)

## Vznik Lidového divadla
Organizace byla ustavena 22. dubna 1937. Její základ byl tvořen Svazem DDOČ, sociálně demokratickou Dělnickou akademií a národně socialistickou Ústřední školou dělnickou.
Prvním předsedou organizace se stal Julius Lébl, který byl spoluzakladatelem organizace a tajemníkem Jiří Kupka. Kancelář Lidového divadla byla v pražské Lützowově třídě č. 21 (nyní Opletalova ulice), později se přestěhovala do Vladislavovy ulice č. 6 a členskou prodejnu mělo v Ostrovní ulici č. 20.
Prvním představením s účastí Lidového divadla byla Čapkova Bílá nemoc v pražském Stavovském divadle dne 24. dubna 1937 v režii Karla Dostala s Hugem Haasem v roli Dr. Galéna a Zdeňkem Štěpánkem jako Maršálem.

## Heslo Lidového divadla
„Divadlo všem – všichni do divadla!“

## Činnost Lidového divadla
Organizace zakupovala vybraná představení, především protifašisticky zaměřená, s cílem přivést do divadel protifašisticky smýšlející obecenstvo. Spolupracovala se závodními výbory pražských továren a podniků. S organizací spolupracoval vydatně také Vlasta Burian.
V letech 1938–9 se Lidové divadlo snažilo udržet v provozu Lidovou scénu v Unitarii, vedenou režisérem Antonínem Kuršem a pořádalo zde až 20 představení měsíčně. Avšak ani výnosy z prodeje vstupenek mezi členy návštěvnické obce Lidového divadla nestačily a scéna nakonec zanikla.
I po 1. září 1944, kdy byla divadla v Praze uzavřena, organizovalo Lidové divadlo různé recitační večery a pásma z divadelních her.

## Představení nabízená Lidovým divadlem, výběr 1944
Lidové divadlo zařadilo v srpnu 1944 do nabídky pro své členy následující divadla a představení. V tu době ještě nebylo známo, že od 1. září 1944 divadla hrát nebudou.
- Uranie (Sofoklés: Elektra)
- Nezávislé divadlo (A. de Musset: Se srdcem divno hrát)
- Intimní divadlo (Björnson: Rukavička)
- Divadlo A. Sedláčkové (J. Štolba: Mořská panna)
- Divadlo Na Poříčí (M. Kratochvíl: Loď)
- Divadlo J. K. Tyla (W. Shakespeare: Mnoho povyku pro nic)
- Větrník (F. Němec: Sentimentální romance)
- Komorní divadlo (H. Sudermann: Boj motýlů)
- Rozmarné divadlo v Hajnovce (J. Snížek: Nekonečný trojúhelník)
- Kolektiv TVAR (Luigi Pirandello: Nebožtík Matyaš Pascal)
- akce ve Smetanově museu (Vlast – cyklus básní)
- akce v Ústřední knihovně (B. Smetana: Dalibor)
- akce v Husově domě (V. Blodek: V studni)

## Citát
| „                | Začala představení návštěvnické sekce Klubu českých a německých divadelních pracovníků pojmenované po vzoru Rollandova Divadla lidu v Paříži roku 1894 Lidové divadlo…Prvním představením Lidového divadla v sezóně 1936 až 1937 byla Čapkova Bílá nemoc. Následovaly čtyři představení znamenité hry Lope de Vegy Fuente Ovejuna. Před začátkem každého představení měl vždy úvodní slovo dramaturg činohry Národního divadla dr. Otokar Fischer. Některé své projevy mluvil ve verších. Mluvil o dramatu, básníkovi, o divadle a lidu. Zájem o návštěvy představení Lidového divadla v závodech stále vzrůstal. | “ |
| — František Kubr | |   |

## Vydavatelská činnost Lidového divadla
Lidové divadlo se podílelo spolu s dalšími organizacemi na vydávání tiskem některých divadelních her, např.
- 1941 N. Gogol: Revizor
- 1941 Kolektiv: Nejstarší české divadelní hry
- 1941 Pedro Calderón de la Barca, J. Hořejší: Dáma skřítek
- 1943 G. E. Lessing: Emilia Galotti

## Lidové divadlo po válce
V červenci 1946 vydalo Ministerstvo školství a osvěty vyhlášku o změně provozovatelských poměrů pražských divadel, které potvrdilo rozhodnutí odborů (ÚRO) vzdát se provozování ztrátových divadel, respektive je předat návštěvnické organizaci Lidové divadlo. Tak převzalo Lidové divadlo (označované v tu dobu již také jako Ústředí divadel Lidového divadla) Velkou operu 5. května (bývalé Německé divadlo), Divadlo satiry v Umělecké besedě, Tylovo divadlo v Nuslích, zpěvohru v Mostě a činohru v Teplicích-Šanově, a provozovalo tak pět divadel. Nad převzatými divadly měla kontrolní a ideový vliv ÚRO (Ústřední rada odborů), zatímco riziko provozu neslo Lidové divadlo.
Lidové divadlo mělo převzít od ÚRO také divadlo Větrník, avšak k tomu nakonec nedošlo a divadlo na začátku sezóny 1946/1947 zůstalo bez financí. Na jednání Ústřední správy Lidového divadla dne 20. srpna 1946 bylo hlasováním rozhodnuto, že divadlo Větrník nebude Lidovým divadlem provozováno a toto zaniklo již na podzim 1946.
Předsedou Lidového divadla se po válce stal spisovatel gen. František Langer. V ústředním výboru divadla pak byli např. Jiří Dohnal, Jiří Frejka a Oldřich Nový.

## Zánik organizace
Ústředí divadel Lidového divadla se po prázdninách roku 1947 přejmenovalo na Umění lidu. Později při něm vzniklo Hlavní ústředí divadel, které však bylo likvidováno 28. prosince 1948.
V lednu 1950 bylo na poradě návštěvnické organizace Umění lidu s kulturními referenty pražských závodů řečeno ústy Vladimíra Šmerala, předsedy 21. svazu ROH, že stát nebude subvencovat prázdná sedadla a Umění lidu nebude pořádat hromadné návštěvy pracujících a distribuovat lístky na hry bez ideologického zaměření, neboť navštěvovat pokroková představení je povinností pracujících. V září 1950 bylo na zasedání ústředního výboru 21. svazu ROH v Bratislavě sděleno, že Umění lidu je před likvidací. Likvidace družstva Umění lidu pak byla ukončena k 31. prosinci 1950.

## Statistika let 1937 až 1946
- 1937/1938 – 44 představení, 38 500 návštěvníků
- 1938/1939 – 159 představení, 152 500 diváků
- 1939/1940 – 662 představení, 478 228 diváků
- 1941/1942 – 1059 představení, 640 980 diváků
- 1942/1943 – 1559 představení, 779 125 diváků
- 1943/1944 – 1591 představení, 840 773 diváků
- do září 1944 – 209 představení, 85 016 diváků
- září 1945/červen 1946 – 767 představení, 390 800 diváků

## Vzpomínky na činnost Lidového divadla
Jiří Dohnal
- Sám neznám jména všech, kteří za těch deset let pomáhali Lidové divadlo budovat a udržovat při životě za velmi těžkých okolností. Byla to řada důvěrníků, úřednic, úředníků a zřízenců, kteří mají dnes právo říci, že pracovali dobře. O tom svědčí dnešní postavení Lidového divadla, jako jediné návštěvnické organizace pražské a jeho jubileum[29].

Karel Engelmüller
- Vzpomínám vždy rád na dobu svého předsednictví Lidového divadla v letech 1941–42, kdy jsem při týdenních výborových schůzích spolku poznal, s jakou vzácnou péčí, svědomitostí a s jakým zkušeným rozhledem a vkusem navrhuje se program repertoiru k bohatému výběru členstva, s jakou opatrností, aby vyhovoval všem kulturním a povzbudivým snahám návštěvnické obce. Byla to práce tak vážná i radostná, tak těžká i odpovědná, ale vedla k velkým, netušeným úspěchům, takže Lidové divadlo má dnes přes 35.000 členů. Jaký rozmach od prvního představení organisace před desíti lety v Národním divadle s Čapkovou Bílou nemocí![30].

Jiří Frejka
- Nikdo dnes – vzdor mnoha bolestem – už nemůže popřít, že přemnoho tu vykonala ve své původní podobě návštěvnická organisace Lidového divadla, která zejména v sezónách 1936–38 začala vědomě vytvářet nová hlediště[31].

František Kubr
- Pozvedl se nesmírně význam Klubu českých a německých divadelních pracovníků a jeho sekce, návštěvnické organisace Lidové divadlo. Pořádala stále větší počet představení ve všech divadlech...Zásada byla jednoduchá. Správa divadla musela počítat v rozpočtu s průměrnou návštěvou 60 až 70% a podle toho kalkulovat ceny vstupenek a denního příjmu divadla. Přenechala nám celé představení za paušál 60 až 70% kalkulované výše. Prodávali jsme vstupenky v závodech se slevou 25 až 35% a všechny jsme rozprodali. K ceně zlevněné vstupenky jsem přiráželi nepatrný příspěvek na krytí režijních nákladů organizace. Divadlo bylo plné, správa i herci byli spokojeni a diváci také, protože nemohli platit ze svých malých výdělků vyšší ceny, zvláště za lepší místa[5].

- Mnohému jsme se mezitím přiučili z praxe a tradic německé Volksbühne. Vždyť předsedou návštěvnické sekce Lidové divadlo byl režisér Julius Lébl, který se učil v Berlíně u slavného režiséra Reinhardta a praxi Volksbühne velmi dobře znal[5].

Julius Lébl
- Ve vzpomínkách sestupuji do podzemních místností vinohradské kavárny Nizzy, kde při nočních schůzích Klubu umělců za vášnivých a vzrušených debat se z mlh tabákového dýmu vynořují stále se jasnící obrysy poslání a úkolů divadelní návštěvnické obce...Z nočního podzemí vynořila se najednou na denní světlo návštěvnická organizace zatím jako pracovní sekce Klubu umělců a v jeho tehdejších místnostech v Lützowově ulici zahájila svou činnost[32].

- U kolébky jeho stáli také Karel Dostal a Václav Vydra, dodnes věrní členové a zastánci našeho spolku...To už s námi spolupracoval František Kubr, tehdejší tajemník DDOČ, jenž zorganizoval první kádr důvěrníků v průmyslových závodech, kteří se potom stali členy výboru a z nichž mnozí řídí osudy spolku dodnes. V mých vzpomínkách jsou to nejkrásnější chvíle, prožité v Lidovém divadle. Byli jsme všichni prodchnuti velkolepou ideou vybudování mohutné návštěvnické organisace, jejímž heslem bylo „Divadlo všem a všichni do divadla“ a sloužili jsme jí s takovou horoucí zaníceností, že byl mezi námi dokonalý soulad, nerušený ani v nejmenším záměrnou osobní ctižádostí a ješitností, obvyklou ve spolkovém životě[33].

Václav Vydra
- Kolébka Lidového divadla stála v Klubu umělců. Vyšla tedy z prostředí, jež dalo tolik kladného a podnětného české kultuře, zvláště divadelnictví a jež se plně osvědčilo i v nejtěžší zkoušce za okupace. Není divu, že tento Klub věnoval svou pozornost ve zvýšené míře divadlu – bylť přece založen divadelníky. A mezi těmi vznikla už v počátcích jeho činnosti myšlenka postarat se o organisaci návštěv českých divadelních představení[34].